# Tachymarptis
Tachymarptis Roberts, 1922 è un genere di uccelli della famiglia Apodidae.

## Tassonomia
Il genere comprende le seguenti specie:
- Tachymarptis melba (Linnaeus, 1758)  —   rondone maggiore, rondone maggiore eurasiatico, rondone alpino
- Tachymarptis aequatorialis (J.W.von Müller, 1851) —  rondone maculato, rondone marezzato